# DB Bpmbdzf
A DB Bpmbdzf egy német vasúti vezérlőkocsi.
A Bpmbdzf sorozati megjelölésben a MÁV-nál is alkalmazottakon túl az alsorozatjelek jelentése a következő: 
- b: tolószékes mozgáskorlátozottak szállítására való alkalmasság,
- d: kerékpárszállítás,
- f: vezérlőkocsi (ingavonati közlekedésre való alkalmasság, járművezetői állással való ellátottság).

A kocsinak nyári és téli kivitele van, az átalakítás a kocsi honos vontatási telepén történik. A kocsi úgynevezett többcélú terében nyáron kerékpárokat szállítanak, téli időszakban itt utasok ülnek, de a járművezetői fülke mögött lehetőség van sílécek elhelyezésére is.

## Főbb műszaki adatai
- Forgócsap távolság: 19 000 mm
- Forgóváz típusa: SIG 725/726
- Elülső borító kialakítása és működtetése: egyrészes, villamos
- Legkisebb bejárható ívsugár – kapcsoltan: 150 m
- szétkapcsolva: 80 m
- Fék: KE-PR-Mg (D)
- NBÜ/ep
- Csúszásvédelem: MRD-GMC 29
- Mozdonyvezetői fékezőszelep: HDP-EP
- Energiaellátás:
  - 1000 V vagy 1500 V AC
  - 1500 V vagy 3000 V DC
- Akkumulátor: 24 V / 440 Ah
- Légjavító: Fa. Hagenuk, Favely
- Fűtés: 39 kW
- Hűtés: 22 kW
- Levegőmennyiség:
  - fűtési üzemmód: 2000 m3/h
  - hűtési és szellőzési üzemmód: 2500 m3/h
- Vezetőállás légjavítója: külön egyedi légjavító